# تریفید
تریفید (انگلیسی: Triffid)، گونه‌ای گیاه تخیلی، بلند، متحرک و گوشت‌خوار است که توسط جان ویندهام در رمان روز تریفیدها در سال ۱۹۵۱ خلق شد که از آن زمان برای فیلم و تلویزیون اقتباس شده‌است. کلمه "تریفید" به یک مرجع رایج در انگلیسی بریتانیایی برای توصیف گیاهان بزرگ، مهاجم یا تهدیدآمیز تبدیل شده‌است.

## تاریخ تخیلی

### خاستگاه‌ها
در رمان، منشاء گونه‌های تریفید هرگز توضیح داده نمی‌شود. شخصیت اصلی، بیل میسن، چنین حدس می‌زند:
اعتقاد خودم . . این است که آنها نتیجه یک سری مداخلات زیست‌شناسی مبتکرانه و به احتمال زیاد تصادفی بودند. اگر آنها در جایی به جز در منطقه‌ای که بودند فرگشت یافته بودند، بدون شک ما باید یک اصل و نسب کاملاً مستند برای آنها می‌داشتیم.
اقتباس سینمایی سال ۱۹۶۲ آنها را به‌عنوان شکل‌های حیات فرازمینی به‌تصویر می‌کشد که توسط دنباله‌دارها به زمین منتقل شده‌اند و در تضاد با رمان هستند.
در سریال تلویزیونی سال ۱۹۸۱، موارد تریفید ساخته تروفیم لیسنکو، زیست‌شناس واقعی شوروی بود. این بذرها زمانی در سراسر جهان پخش شدند که هواپیمای قاچاق آنها از روسیه در طول جنگ سرد سرنگون شد.
در مجموعه تلویزیونی دو قسمتی سال ۲۰۰۹، تریفیدها گونه‌ای طبیعی از زئیر هستند که توسط غرب کشف شد و به‌طور انتخابی به‌عنوان جایگزینی برای سوخت‌های فسیلی برای جلوگیری از گرم شدن کره زمین پرورش داده شد.

### نام
تریفید (Triffid) به سه "پای" گیاه اشاره دارد. در این رمان، ده‌ها نام که با tri-، با مصوت بلند i شروع می‌شوند، قبل از استانداردسازی اصطلاح «تریفید» با یک i کوتاه، باند شده بودند.

### ظهور و پرورش اولیه
در رمان آمده است که اولین تریفیدها در مناطق استوایی ظاهر شدند. گرچه آنها در مناطق استوایی سریعتر رشد می‌کنند، اما به زودی خود را در سراسر جهان، خارج از مناطق قطبی و بیابانی تثبیت کردند. وقتی کشف شد که تریفیدها سمی هستند، تقریباً از بین رفتند تا اینکه به‌عنوان منبع روغن ارزشمند شناخته شدند. سپس مزارع برای کشت آنها ساخته شد.
پس از کشف اینکه بریدن نیش تریفیدها آنها را بی‌ضرر می‌کند، تریفیدها بی‌نیش در باغ‌های عمومی و خصوصی مد شدند. این تریفیدها به‌شرط هرس سالانه ایمن هستند، زیرا دو سال طول می‌کشد تا نیش خود را دوباره رشد دهند. تریفیدهای پرورشی بی‌نیش نمی‌شوند زیرا تریفیدهای نیش‌دار، روغن با کیفیت بالاتری تولید می‌کنند.

## مشخصات

### در رمان

نقاشی روی جلد کتاب روز تریفیدها

این گیاه را می‌توان به سه جزء تقسیم کرد: پایه، تنه و سر (که حاوی نیش سمی است). تریفیدهای بالغ معمولاً ۲/۱ متر ارتفاع دارند. تریفیدهای اروپایی هرگز از ۲/۴ متر تجاوز نمی‌کنند. با این حال، در آب‌وهوای گرمسیری، آنها می‌توانند به ۳ متر برسند.

پایه یک تریفید یک توده ریشه عضلانی بزرگ است که از سه زائده صاف تشکیل شده‌است. هنگامی که این زائده‌ها در حالت خواب هستند، مانند یک گیاه معمولی، مواد مغذی را جذب می‌کنند. وقتی فعال هستند، تریفیدها از این زائده‌ها برای به حرکت درآوردن خود استفاده می‌کنند. شخصیت ماسن حرکت تریفید را اینگونه توصیف می‌کند:
هنگامی که "راه می‌رفت" مانند یک مرد با عصا حرکت می‌کرد. دو تا از "پاهای" صاف به جلو لغزیدند، سپس همه چیز به سمت جلو حرکت کرد، زیرا پای عقب تقریباً با آنها هم‌سطح شد، سپس دو پای جلو دوباره به جلو لغزیدند. در هر "گام" ساقه بلند به شدت به جلو و عقب شلاق می‌خورد. تماشای آن نوعی احساس دریازدگی به آدم دست می‌داد. به‌عنوان یک روش پیشرفت، هم سخت و هم دست و پا چلفتی به‌نظر می‌رسید - به‌طور ضعیفی یادآور فیل‌های جوان در حال بازی بود. یکی احساس می‌کرد که اگر بخواهد برای مدت طولانی به این شکل به تلوتلو خوردن ادامه دهد، اگر واقعاً ساقه‌اش را نشکند، مجبور است تمام برگ‌هایش کنده شود. با این وجود، اگرچه به نظر ناخوشایند به‌نظر می‌رسید، می‌توانست روی زمین را با سرعت متوسط  پیاده‌روی نماید.
در بالای پایه، چوب‌های بدون برگ به سمت بالا قرار گرفته‌است که به تنه‌های آن می‌کوبد. هدف دقیق از این توضیح داده نشده‌است. در اصل فرض بر این است که آنها بخشی از سیستم تولیدمثل هستند، اما والتر لاکنر، همکار بیل ماسن معتقد است که از آنها برای ارتباط استفاده می‌شود. برداشتن چوب‌ها باعث از بین رفتن فیزیکی تریفید می‌شود.

نقاشی گیاه‌شناسی یک تریفید توسط برایان پول برای کلاسیک‌های علمی تخیلی (۱۹۹۸)

قسمت فوقانی تریفید شامل ساقه‌ای است که به شکل قیف‌مانندی ختم می‌شود که حاوی ماده‌ای چسبنده است که حشرات را مانند گیاه‌پارچ به دام می‌اندازد. همچنین در داخل قیف یک نیش وجود دارد که وقتی به‌طور کامل کشیده شود، طول آن می‌تواند ۳ متر باشد. هنگامی که حمله می‌کند، نیش را با سرعت و نیروی قابل توجهی به سمت هدف خود می‌زند و عمدتاً صورت یا سر طعمه خود را هدف قرار می‌دهد. تماس با پوست برهنه می‌تواند یک فرد را فورا بکشد. هنگامی که طعمه‌اش نیش زده و کشته می‌شود، تریفید در کنار بدن ریشه می‌ریزد و در حین تجزیه از آن تغذیه می‌کند.
تریفیدها با باد کردن یک غلاف سبز تیره در زیر بالای قیف تکثیر می‌شوند تا زمانی که ترکیده شود و دانه‌های سفید (که ۹۵ درصد آنها نابارور هستند) در هوا آزاد می‌شوند.

معلوم نیست که تریفیدها باهوش هستند یا بر اساس غریزه عمل می‌کنند. شخصیت لاکنور بیان می‌کند که اگرچه افراد تریفید فاقد سیستم عصبی مرکزی هستند، اما آنچه را که او هوش می‌داند نشان می‌دهند:
و مطمئناً یک نوع هوش وجود دارد. دقت کرده‌اید که وقتی حمله می‌کنند همیشه سراغ قسمت‌های محافظت نشده می‌روند؟ تقریباً همیشه سر - اما گاهی دست‌ها. و یک چیز دیگر: اگر به آمار تلفات نگاه می‌‎کنید، فقط به نسبتی که به چشمان نیش‌زده و کور شده است توجه کنید. جالب‌توجه و قابل‌توجه است.
تریفیدها همچنین با عادت خود به گله کردن افراد نابینا در فضاهای تنگ برای کشتن راحت‌تر و ریشه‌زدن خود در کنار خانه‌ها و منتظر ساکنان بودن، نشان داده می‌شدند.

### در دیگر اقتباس‌ها و دنباله‌ها

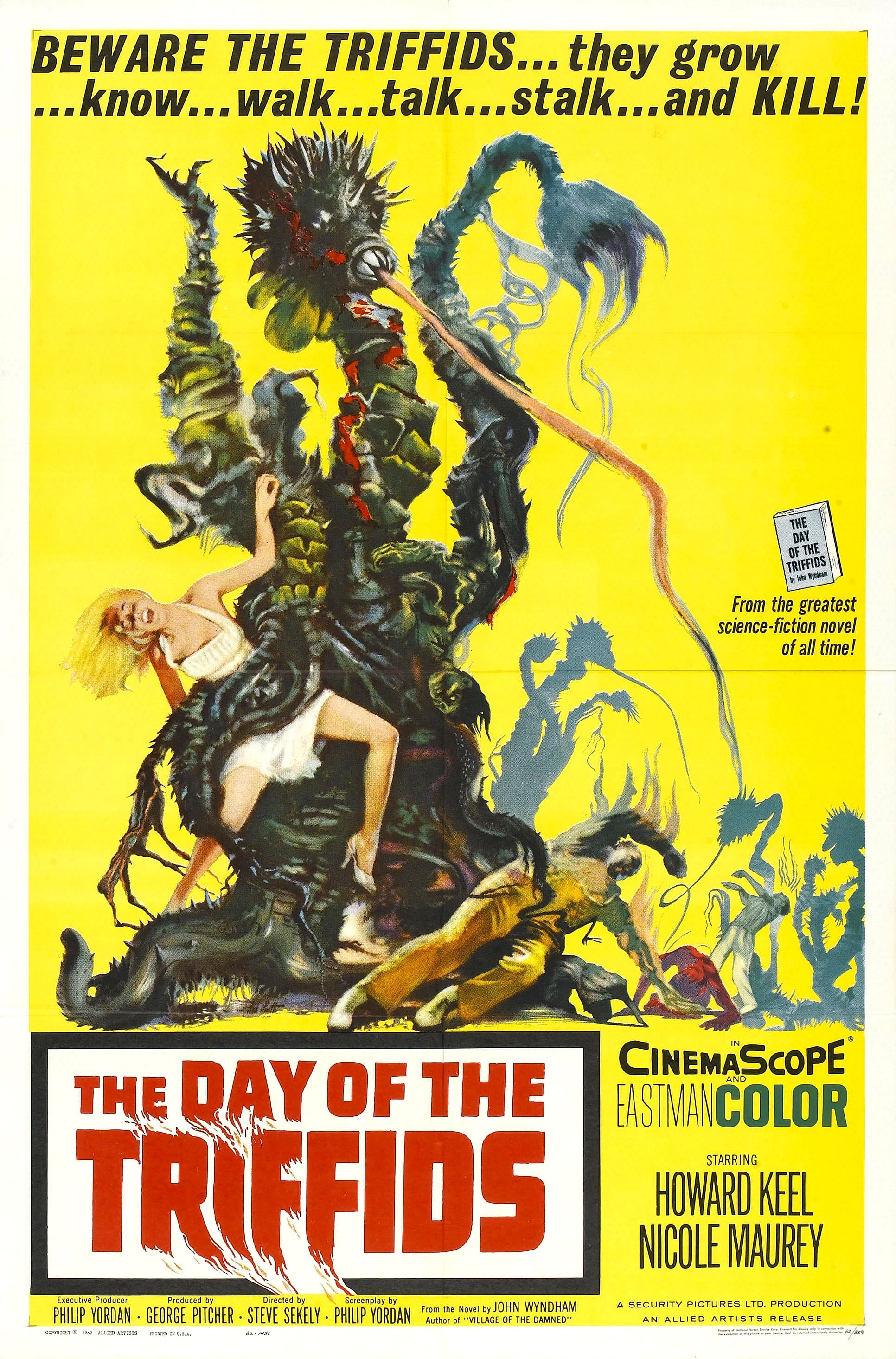
تریفیدها، روی پوستری برای اقتباس سینمایی ۱۹۶۲

تریفیدها که روی صفحه نمایش و در دنباله‌ها به‌تصویر کشیده می‌شوند، اغلب از نظر ظاهری با مفهوم اصلی ویندهام متفاوت هستند.
در اقتباس سینمایی روز تریفیدها (The Day of the Triffids (film)) استیو سکلی (Steve Sekely) در سال ۱۹۶۲، تریفیدها (که اکنون نام علمی Triffidus celestus داده می‌شود) با شاخک‌هایی در زیر ساقه‌هایشان طراحی شده‌اند که از آنها به‌عنوان سلاح‌های بریدن و برای کشیدن طعمه مرده‌شان استفاده می‌کنند. همچنین، نیش آنها به‌عنوان یک پرتابه گازسوز نشان داده می‌شود تا یک ساقه‌پیچک حلقه شده. در نهایت، تریفیدهای فیلم در برابر آب دریا آسیب‌پذیر هستند.
اقتباس تلویزیونی در سال ۲۰۰۹ نشان می‌دهد که تریفیدها خود را با ریشه‌های پیش‌گیر می‌کشند که می‌تواند طعمه آنها را نیز منقبض کند. ساقه آنها توسط برگ‌های بزرگ آگاو مانند احاطه شده‌است و روغن خود را (سبز به جای صورتی در رمان) از سطح خود ترشح می‌کنند. گزنده‌های آن‌ها، که در اقتباس‌های قبلی فیلم نمی‌توانستند به شیشه نفوذ کنند، به اندازه‌ای قدرتمند هستند که می‌توانند پنجره‌ها را بشکنند، مانند نمونه‌های اولیه رمان. آنها به جای فنجان، سر صورتی مانند گل دارند، شبیه تلاقی بین سوسن و نخود شیرین، که قبل از رها کردن نیش بزرگ می‌شود.
در شب تریفیدها (The Night of the Triffids)، تعداد کمی از تریفیدهای آمریکای‌شمالی به ارتفاع ۱۸ متر می‌رسند. تریفیدهای آبزی نیز ظاهر می‌شوند، اما عمدتاً نادیده می‌مانند، به استثنای نیش‌کننده‌هایشان: دومی به‌عنوان پیشگیر توصیف می‌شود. یکی از شخصیت‌های رمان، گابریل دیدز، حدس می‌زند که ارتعاشات ایجاد شده توسط چوب‌های تریفیدها به‌عنوان شکلی از پژواک است.

## اشاره‌های دیگر از تریفیدها

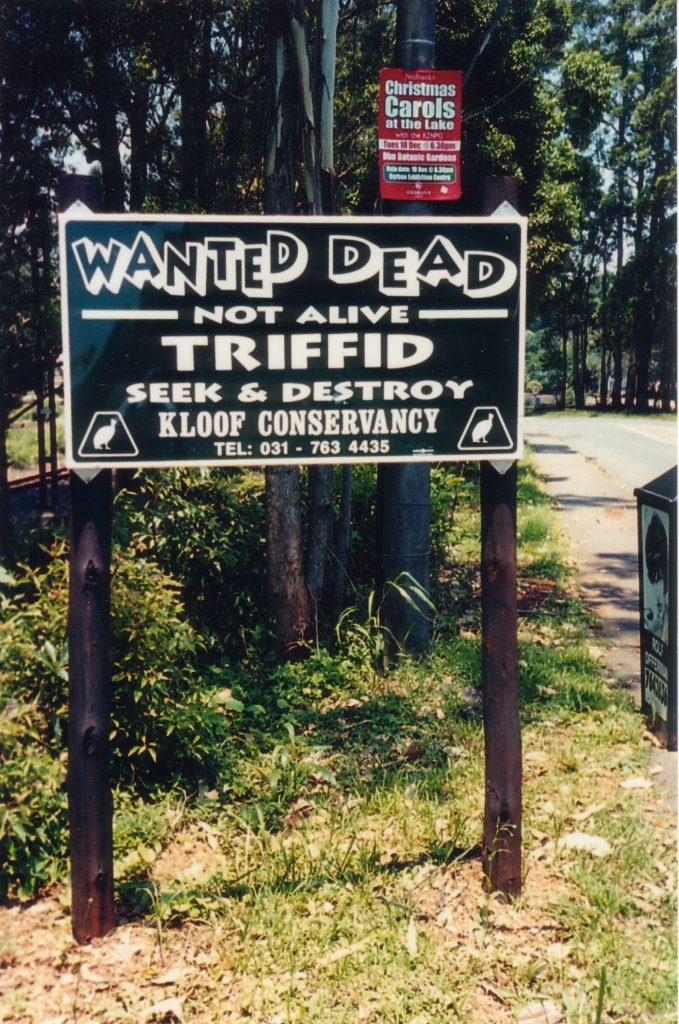
علامتی در کلوف (Kloof) که از بین بردن علف هرز کرومولانا معطر را تشویق می‌کند.

تریفیدها، بر اساس طرح تلویزیونی ۱۹۸۱، و یک تفنگ تریفید، در (The League of Extraordinary Gentlemen: Black Dossier)، یک رمان گرافیکی در سال ۲۰۰۷ که توسط آلن مور و توسط کوین اونیل (Kevin ONeill) طراحی شده بود، ظاهر شد.
در بازی ویدیویی آنلاین پادشاهی نفرت (Kingdom of Loathing)، تریفیدها هیولاهایی هستند که در منطقه‌ای به نام "جنگل شبح‌وار" واقع شده‌اند.
در بازی موبایل «سیمپسون‌ها» با نام (The Simpsons: Tapped Out)، یکی از گزینه‌های کاشت در مزرعه کلتوس، تریفیدها هستند که به‌صورت خنده‌دار «پایان بشریت» را به همراه دارند.
اشاره به فیلم اصلی در "علمی تخیلی دو جنبه"، آهنگ آغازین نمایش وحشت راکی است. "و من واقعا داغ شدم وقتی دیدم جانت اسکات با یک ضایعه که سم می‌ریزد و می‌کشد مبارزه می‌کند.
در بازی رایانه‌ای و موبایلی سرکش‌مانند کاتاکلیسم: روزهای تاریک پیشرو (Cataclysm: Dark Days Ahead) گروهی متشکل از موجودات گیاهی به‌اندازه انسان هستند که نسبت به بازیکن تهاجمی هستند. نسخه خطرناک‌تر این موجودات «ملکه تریفید» است که به‌عنوان جنگنده‌هایی به اندازه گاو و بسیار ماهر با نقاط ضربه بالا توصیف می‌شود. اگر بازیکن بتواند «قلب تریفید» را شکست دهد، موجودات در آن منطقه از نقشه به تخم‌ریزی ادامه نخواهند داد.

## کاربردهای دیگر نام
کرومولانا معطر (Chromolaena odorata) در سراسر منطقه دوربان در آفریقای‌جنوبی به‌عنوان "تریفید" شناخته می‌شود. هیچ خطری برای انسان ایجاد نمی‌کند مگر اینکه بلعیده شود، زیرا سرطان‌زا است.
تریفیدها (The Triffids) یک گروه آلترناتیو راک از ۱۹۷۸-۱۹۸۹ بود که در پرث، استرالیای‌غربی آغاز شد.
دستگاه‌های دوربین‌گذاری تخصصی تصویربرداری زمان‌گریز که برای فیلم‌برداری از حرکات گیاهان در مجموعه تلویزیونی سیاره سبز (The Green Planet) در سال ۲۰۲۲ استفاده می‌شد، از گیاهان خیالی «تریفیدها» نام داشت.